# 다니엘라 스트라키
다니엘라 스트라키(이탈리아어: Daniela Stracchi, 1983년 9월 2일 ~ )는 이탈리아의 여자 축구 선수이다. 포지션은 미드필더이며, 현재 이탈리아 세리에 A 펨미닐레의 ASD 모차니카 소속이다.

## 클럽 경력
2006년에 ASD 피암마몬차 1970에 입단하면서 세리에 A 펨미닐레 무대에 데뷔했으며 2008년에 ASD 토레스 칼초로 이적했다. 2014년 7월에는 ASD 모차니카로 이적했다.

## 국가대표 경력
2011년 11월 17일에 열린 보스니아 헤르체고비나와의 UEFA 여자 유로 2013 예선 경기에 처음 출전하면서 이탈리아 여자 축구 국가대표팀 선수로 데뷔했다. UEFA 여자 유로 2013, UEFA 여자 유로 2017에 참가했다.

## 수상
ASD 피암마몬차 1970
- 세리에 A 펨미닐레 1회 우승 (2005-06)
- 여자 수페르코파 이탈리아나 1회 우승 (2005-06)

ASD 토레스 칼초
- 세리에 A 펨미닐레 4회 우승 (2009-10, 2010-11, 2011-12, 2012-13)
- 여자 코파 이탈리아나 1회 우승 (2010-11)
- 여자 수페르코파 이탈리아나 5회 우승 (2008-09, 2009-10, 2010-11, 2011-12, 2012-13)